# Ammutinamento di Żeligowski
L'ammutinamento di Żeligowski (in polacco bunt Żeligowskiego o anche żeligiada, in lituano Želigovskio maištas ) fu un'operazione militare polacca guidata dal generale Lucjan Żeligowski nell'ottobre 1920, che portò alla creazione della Repubblica della Lituania Centrale.
Il Capo dello Stato polacco Józef Piłsudski ordinò di nascosto a Żeligowski di eseguire l'operazione e rivelò la verità solo diversi anni dopo. 
L'area venne formalmente annessa dalla Polonia nel 1922 e riconosciuta dalla Conferenza degli Ambasciatori come territorio polacco nel 1923. La decisione non venne riconosciuta dalla Lituania, che continuò a rivendicare Vilnius e la Regione di Vilnius, e dall'Unione Sovietica.

## Contesto storico

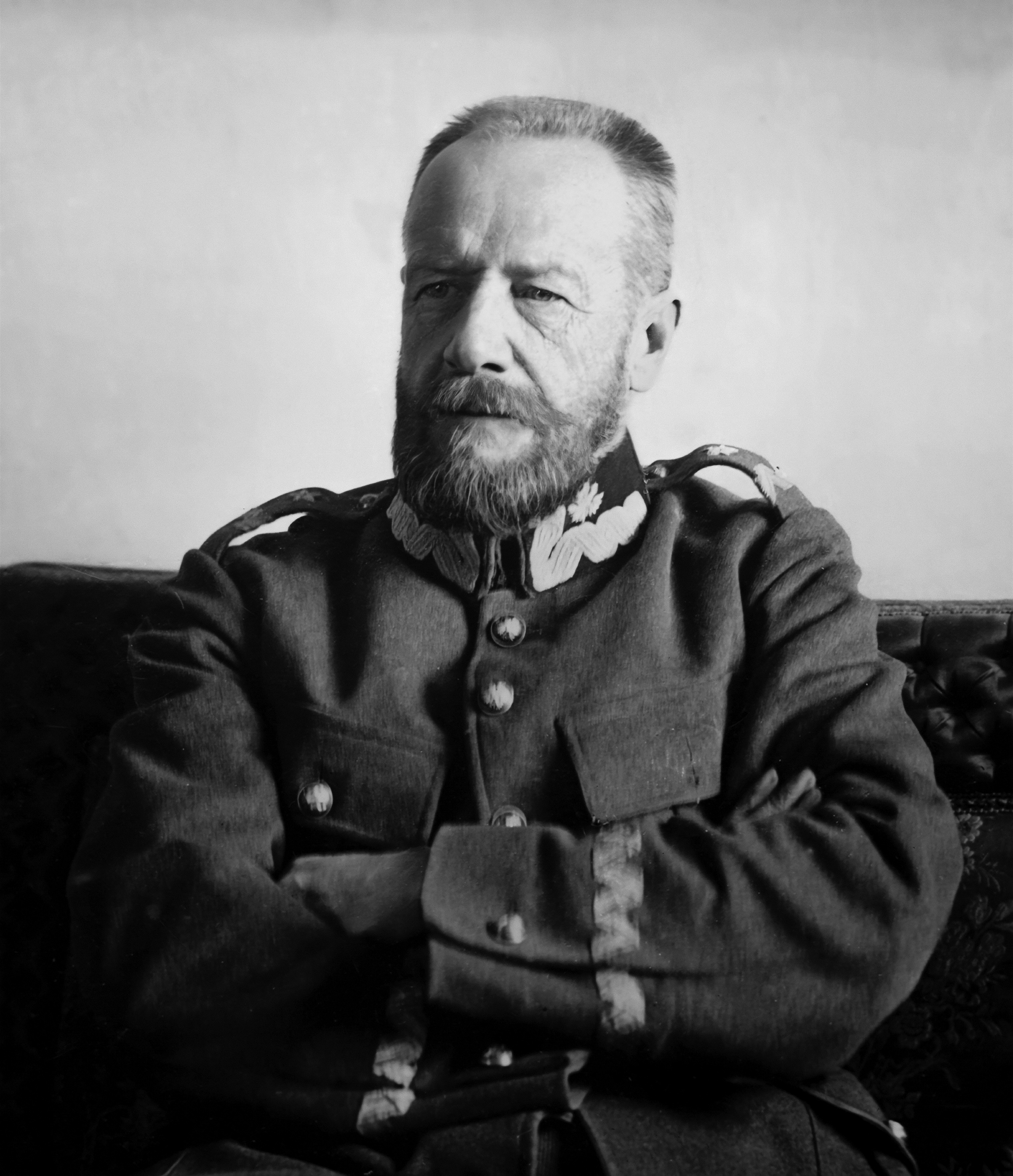
Il generale Lucjan Żeligowski

Alla fine del 1920, la guerra sovietico-polacca stava terminando con la sconfitta dei sovietici dopo la battaglia di Varsavia, i quali erano in ritirata. La contesa regione di Vilnius trovava il proprio centro nell'attuale capitale della Lituania Vilnius (in polacco Wilno), che venne fondata dal granduca di Lituania Gediminas nel 1323 e rimase la capitale della Lituania per secoli. Vilnius venne ripresa dai sovietici durante l'offensiva militare lanciata nell'estate del 1920. I sovietici restituirono la regione ai lituani in virtù di un accordo precedentemente sottoscritto tra i due Stati, in cui si prevedeva che l'Armata Rossa potesse far agire le proprie truppe sul territorio baltico per combattere le forze polacche (guerra polacco-lituana).
Questa mossa permise ai sovietici di ripristinare il controllo militare sulla regione, respingendo la Polonia e aumentando le tensioni che si vennero a creare tra polacchi e lituani, entrambi desiderosi di controllare i territori contesi per sé.
All'inizio dell'ottobre 1920, con la pressione internazionale della Conferenza di Spa e del Trattato di Suwałki, i polacchi e i lituani sottoscrissero una tregua in Sudovia, ma, temendo che Vilnius potesse rimanere sotto il controllo lituano, la questione rimase irrisolta. I polacchi basavano le proprie rivendicazioni sulle allora attuali considerazioni etnografiche, poiché all'epoca circa il 65 % degli abitanti della città era di lingua polacca, mentre i lituani costituivano solo l'1-2% della popolazione della città. La Lituania riconosceva Vilnius come capitale storica e riteneva le affermazioni dei polacchi prive di fondamento. I polacchi non desideravano continuare la guerra con un esercito ancora reduce dagli scontri militari di qualche tempo prima; nel frattempo, il Capo dello Stato Józef Piłsudski incominciò a considerare l'idea di costituire la federazione Międzymorze, la quale avrebbe dovuto includere una Lituania amica della Polonia, ma voleva assicurarsi che Vilnius facesse parte di una sfera di influenza polacca. Dal punto di vista lituano, ciò era altamente improbabile, poiché molti lituani consideravano l'influenza polacca perniciosa e avevano voluto liberarsi dell'influenza polacca fin dal matrimonio del Granduca Jogaila con l'allora undicenne Edvige di Polonia nel 1386. In particolare, i nazionalisti lituani si opposero a qualsiasi ulteriore collegamento con la Polonia, specialmente dopo l'occupazione polacca di Vilnius.
I negoziati sul futuro dell'area contesa, voluti fortemente dalla Conferenza degli Ambasciatori a Bruxelles e a Parigi, giunsero a un punto morto: Piłsudski temeva che l'Intesa potesse accettare la situazione di fatto che si era venuta a creare quando i sovietici avevano ripreso il controllo delle regioni sud-orientali della Lituania.
Polonia e Lituania dovevano accordarsi per un cessate il fuoco nella regione di Suwałki il 10 ottobre, ma i polacchi decisero di aggirare la tregua creando una situazione di fatto che potesse giocare a proprio vantaggio. Piłsudski concluse che la migliore linea d'azione fosse quella sostenuta dalla fazione filo-polacca in Lituania, ma che non poteva essere ricondotta direttamente alla Polonia. Pertanto, egli avviò in primis dei canali finanziari per incentivare un colpo di Stato nel 1919, ma quest'ultimo venne arrestato dall'imprevista rivolta di Sejny, la quale portò alla soppressione della rete d'intellingence dell'Organizzazione Militare Polacca (Polska Organizacja Wojskowa) da parte dell'esercito lituano e del Dipartimento di Sicurezza Nazionale.

## L'ammutinamento

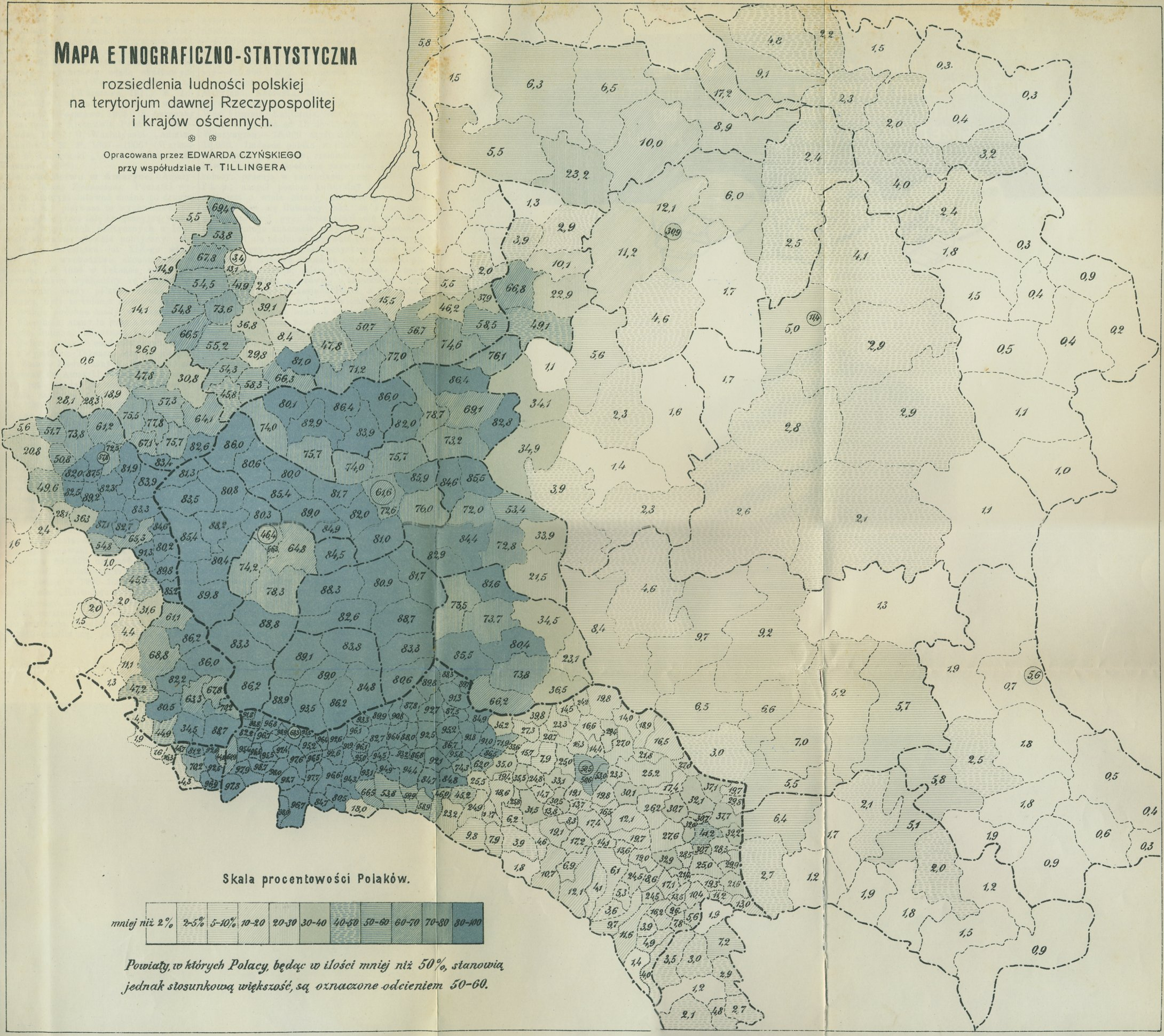
Mappa etnografica della Polonia nel 1912, secondo il censimento precedente alla Grande Guerra

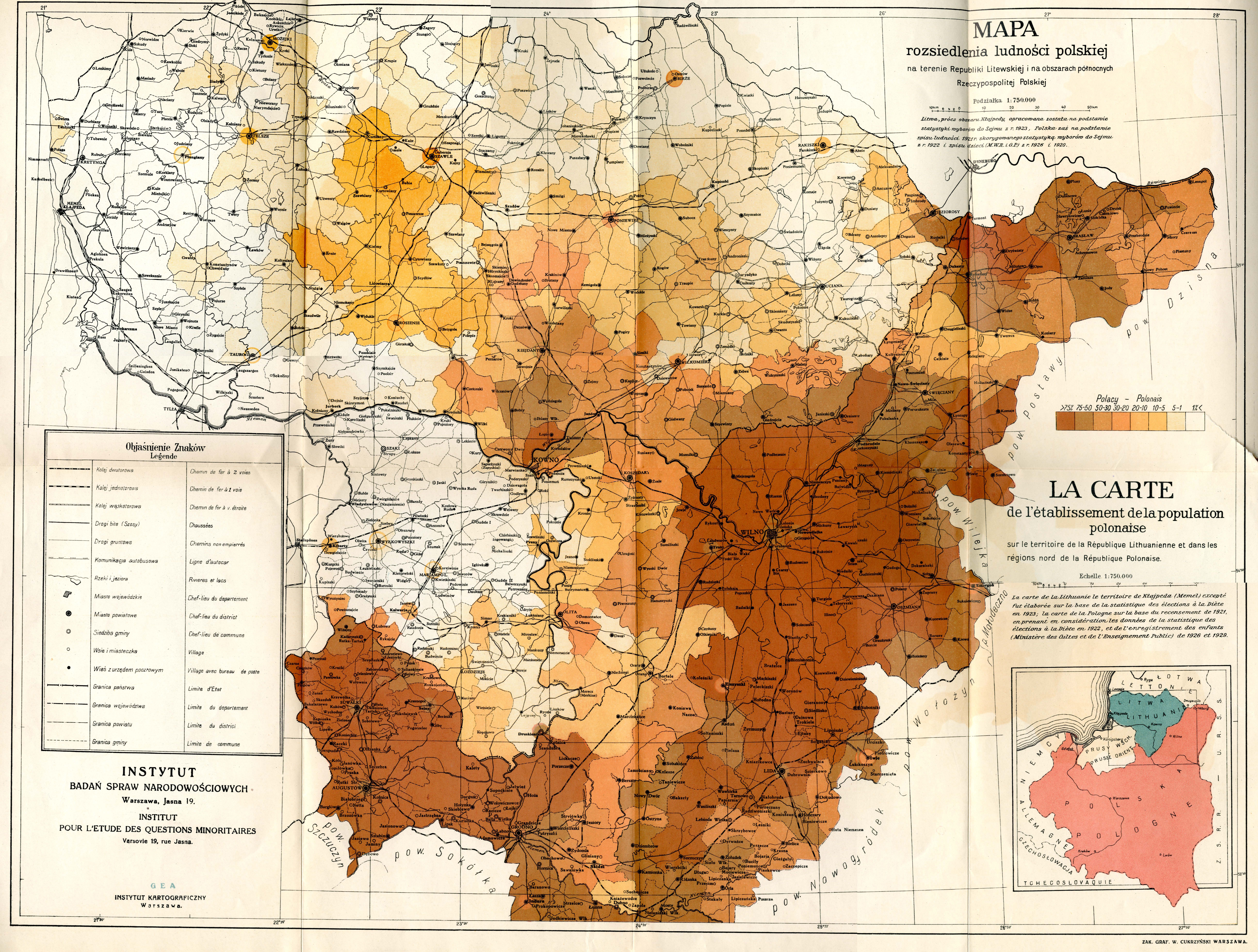
Mappa della popolazione polacca residente in Lituania Centrale nel 1920

Nell'ottobre del 1920, il generale polacco Lucjan Żeligowski, originario delle terre storiche della Lituania, ricevette l'ordine di guidare la 1ª Divisione fanteria lituano-bielorussa (composta perlopiù da polacchi delle marche di confine). Żeligowski venne contattato da Piłsudski già alla fine del settembre 1920 con suggerimenti per effettuare un "ammutinamento". Essi prepararono un piano nel quale Żeligowski e le forze sotto il suo comando avrebbero dovuto fingere di disertare dall'esercito polacco per poi prendere il controllo di Vilnius e delle aree circostanti. Il governo polacco avrebbe ufficialmente negato qualsiasi coinvolgimento, al fine di non intaccare la sua reputazione di fronte alla comunità internazionale.
Żeligowski, come lo stesso Piłsudski, potrebbe essere stato uno dei tanti divisi tra identità lituana e polacca; forse, nel proclamare una Lituania centrale, credeva onestamente di creare una Lituania anche se dominata dalla cultura polacca piuttosto che dalla cultura lituana.
Il 6 ottobre 1920, Żeligowski informò i suoi ufficiali dell'operazione di ammutinamento; in quel momento, nessuno sotto il suo comando sapeva che stava agendo con il supporto di Piłsudski: per questo, alcuni si rifiutarono di seguirlo. Il supporto a Żeligowski oscillò talmente tanto che il 7 ottobre scrisse a Piłsudski che non poteva eseguire l'operazione a causa della mancanza di supporto tra i suoi soldati. Alla fine molti ufficiali e soldati decisero di seguirlo ed egli procedette con i preparativi.

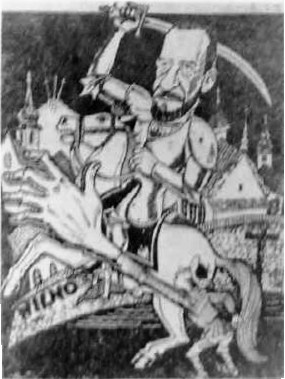
Caricatura polacca: un lituano prova a fermare il generale Żeligowski dalla conquista di Wilno (Vilnius)

Le forze di Żeligowski partirono la mattina dell'8 ottobre (due giorni prima dell'accordo di Suwałki che prevedeva l'inizio del cessate il fuoco). Quel giorno, egli dichiarò che avrebbe "liberato Wilno dall'occupazione lituana" e "formato un parlamento che avrebbe deciso la sorte dei territori contesi."
Per garantire una rapida conclusione dell'operazione, Żeligowski ricevette 14 000 soldati supportati dalla 2ª e dalla 3ª Armata polacca. La sua 1ª Divisione fanteria lituano-bielorussa ed altre unità sconfissero il 4º Reggimento fanteria lituano presso la foresta di Rūdininkai e, nuovamente, presso Jašiūnai. Le forze polacche giunsero alle porte di Wilno, ma vennero rallentate quanto bastava per ritardare di un giorno la presa della città. Il bilancio delle perdite, come riportato da fonti contemporanee, fu basso: "poche vittime" da entrambe le parti.
Le truppe lituane nella regione erano in grave inferiorità numerica: esse non solo dovevano fronteggiare le forze regolari numericamente superiori di Želigowski, supportate dalla logistica dell'esercito polacco, ma dovevano anche presidiare Vilnius, la cui popolazione polacca era irrequieta. Il 9 ottobre, i lituani non riuscirono più a tenere il controllo di Vilnius e avviarono le operazioni di evacuazione della città, lasciando un presidio simbolico a difenderla (la decisione di evacuare venne presa nel pomeriggio dell'8 ottobre ed eseguita nel corso della notte tra l'8 e il 9). Quando le unità polacche giunsero per fronteggiare le rimanenti difese lituane, la popolazione polacca sostenne le truppe polacche, con unità della milizia che organizzarono una rivolta e ingaggiarono le unità lituane ancora in città. I civili acclamarono l'ingresso delle truppe polacche a Vilnius con entusiasmo.
I rappresentanti del governo lituano (guidati da Ignas Jonynas) cedettero il controllo della città agli ufficiali dell'Intesa residenti (condotti dal colonnello francese Constantin Reboul). Żeligowski, tuttavia, rifiutò di riconoscere tale autorità ed essi vennero costretti a lasciare la città.

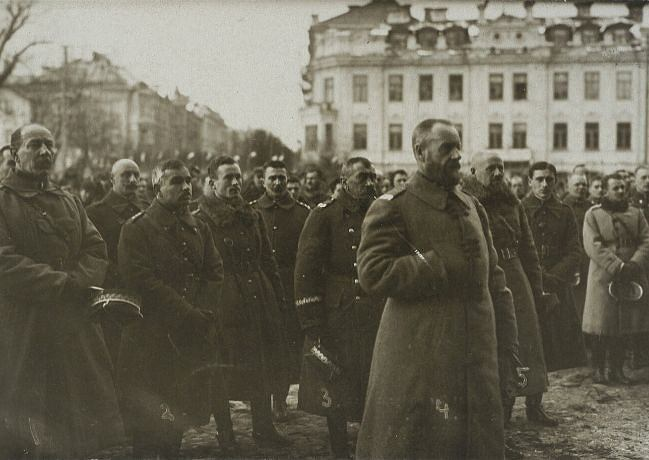
Żeligowski alla guida dei suoi soldati a Wilno (Vilnius) nel 1920

Il 12 ottobre, Żeligowski proclamò l'indipendenza, comportando la costituzione della Repubblica della Lituania Centrale con Vilnius come capitale. Molti storici concordarono che lo Stato fosse dipendente dalla Polonia, ma non concordano su quanto ne fosse dipendente (lo storico polacco Jerzy J. Lerski lo definisce stato fantoccio).
Nel frattempo, una forza armata in uniforme polacca, costituita da 20 aerei e dal 13º Reggimento cavalleria sotto il comando del colonnello Butkiewicz, si unì all'ammutinamento. L'esercito polacco, nel frattempo, era ufficialmente vincolato dalla tregua dell'accordo di Suwałki e non ingaggiò le unità lituane al confine. Il 20 e il 21 ottobre ripresero le ostilità, questa volta tra la Lituania Centrale e le forze regolari lituane nel vicino villaggio di Pikeliškiai. I baltici avevano spostato temporaneamente la capitale a Kaunas e, durante il trasferimento, vennero meticolosamente distrutte linee telefoniche e ferroviarie che collegavano la città a Vilnius, che rimasero così separate per circa 20-25 anni. Il 7 novembre, l'esercito di Żeligowski iniziò ad avanzare verso Giedraičiai, Širvintos e Kėdainiai. La tregua proposta da Żeligowski venne declinata dalla Lituania. Żeligowski rifiutò la proposta della Commissione di controllo militare della Società delle Nazioni di ritirarsi dal fronte del 20-21 ottobre per riavviare dei negoziati. Il 17 novembre, l'Unione Sovietica offrì supporto bellico, ma la Lituania rifiutò. La cavalleria polacca sfondò la linea difensiva lituana e il 18 novembre giunse a Kavarskas, con l'intento di spingersi fino a Kaunas. Tuttavia, tra il 19 e il 21 novembre, le forze principali lituane riuscirono a respingere le forze di Żeligowski in uno scontro a fuoco tenutosi tra Giedraičiai e Širvintos. La letteratura polacca considera tale battaglia alla stregua di una piccola schermaglia, assegnandole un ruolo minore nel conflitto.
Entrambe le fazioni, a questo punto, erano sfinite. Sotto la spinta della Società delle Nazioni, il 20 novembre si raggiunse un'intesa per una tregua, la quale avrebbe dovuto poi entrare in vigore dalle 9 del mattino del giorno successivo; fino ad allora entrambe le parti accettarono di non intraprendere azioni offensive. Il 7º Reggimento fanteria lituano ruppe l'accordo, avviando una controffensiva nei dintorni di Giedraičiai tra il 20 ed il 21 novembre, proprio poco prima che il cessate il fuoco potesse espletare i propri effetti, persistendo anche dopo di esso (fino alle 14 circa). Questa offensiva permise alle forze regolari di riconquistare Giedraičiai. Le forze lituane si fermarono però dopo un nuovo invito presentato dalla Società delle Nazioni e si raggiunse un'intesa per cessare le ostilità il 29 novembre.
Fu in quel momento che il più fedele alleato di Piłsudski, Michał Pius Römer, un leader del movimento Krajowcy, ruppe con Pilsudski e prese la decisione di schierarsi con la ristabilita Repubblica lituana, anche se Piłsudski si offrì di nominarlo primo ministro della Repubblica della Lituania Centrale.

## Conseguenze

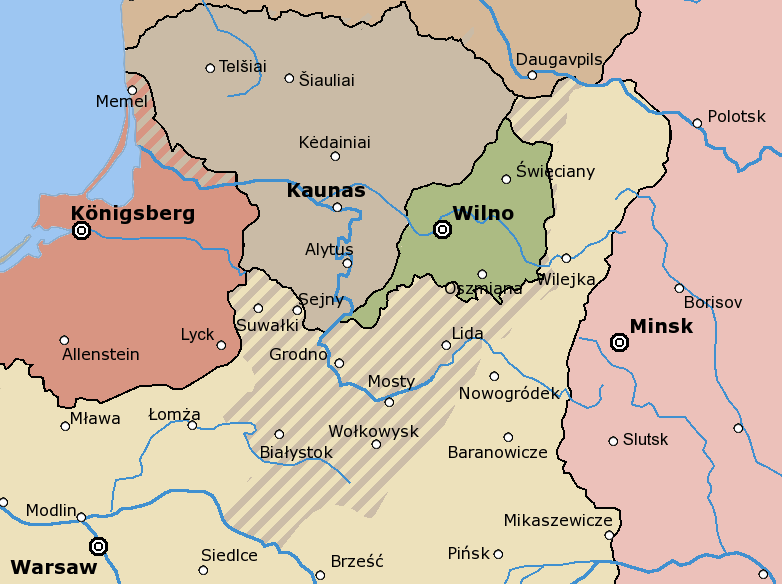
La Repubblica della Lituania Centrale (in verde)

Żeligowski divenne dittatore militare de facto del nuovo Stato, ma a seguito delle elezioni egli rimise i suoi poteri nelle mani del parlamento neoeletto. Żeligowski più tardi, nel suo libro di memorie che venne pubblicato a Londra nel 1943, condannò l'annessione della Repubblica alla Polonia, così come la politica di chiusura delle scuole bielorusse e il generale disprezzo dei piani della confederazione del maresciallo Józef Piłsudski da parte dell'alleato polacco.
Nel 1922, il parlamento della Lituania Centrale votò per l'incorporazione dello Stato nella Polonia. Nel 1923, poco prima che la Società delle Nazioni riconoscesse la situazione esistente e accettasse il confine polacco-lituano del 15 marzo, Piłsudski, il 24 agosto, ammise pubblicamente che l'ammutinamento di Żeligowski fu un'operazione ordita da lui stesso e, dunque, sotto il suo consenso.
Nonostante le rivendicazioni polacche su Vilnius, la Società delle Nazioni ordinò alla Polonia di ritirarsi. Seguì un rifiuto: in teoria, le truppe francesi e inglesi avrebbero potuto sostenere la decisione della Società. I francesi, tuttavia, non desideravano inimicarsi la Polonia, una possibile alleata in una futura guerra contro la Germania, e gli inglesi non erano preparati ad agire da soli. Fu per questo che i polacchi mantennero il controllo di Vilnius, dove venne formato un governo provvisorio (Komisja Rządząca Litwy Środkowej, Commissione Governativa della Lituania Centrale). Presto vennero tenute elezioni per il parlamento e l'assemblea si riunì per la prima volta nel febbraio del 1922. Il giorno 20 dello stesso mese, la Dieta di Wilno (nota in polacco come Sejm wileński) effettuò una votazione importante per chiedere alla Polonia d'incorporare la Lituania Centrale, formando il Voivodato di Wilno (in vita dal 1926 al 1939). Le elezioni non vennero riconosciute dalla Società delle Nazioni.
La Conferenza degli Ambasciatori del 1923 accettò lo status quo, ma la regione di Wilno rimase contesa tra Polonia e Lituania (quest'ultima trattava ancora Vilnius come sua capitale costituzionale e capitale della regione di Vilnius).
In Polonia, l'ammutinamento venne supportato da alcuni gruppi politici, quali ad esempio i cristiani democratici e la sinistra, e parzialmente criticato dal partito di destra Democrazia Nazionale.
Il colpo di Stato causò una profonda spaccatura tra Piłsudski e Ignacy Jan Paderewski, il quale aveva svolto in passato un ruolo importante nel creare sostegno internazionale per l'indipendenza della Polonia. Secondo lo storico Timothy Snyder, l'annessione di Vilnius alla Polonia spinse i politici lituani a comprendere meglio e non sottovalutare la composizione dei gruppi etnici del Paese, dando argomenti su cui discutere ai radicali baltici e polacchi.
La Lituania rifiutò di riconoscere la Lituania Centrale come nazione. Le relazioni polacco-lituane iniziarono a normalizzarsi dopo i negoziati della Società delle Nazioni nel 1927, ma fu solo con l'ultimatum intimato dalla Polonia nel 1938 che la Lituania venne costretta a riprendere le relazioni con la Polonia e ad accettare, de facto, i confini dei suoi vicini.
Tra gli strascichi del conflitto polacco-lituano, non va infatti sottovalutata l'incrinatura dei rapporti, peggiorata per decenni: a seguito della parentesi sovietica, la capitale della Lituania è tornata a essere Vilnius e la Polonia non ha effettuato rivendicazioni territoriali.